# Риф Кингмен
Ки́нгмен (англ. Kingman Reef) — коралловый риф в северной части Тихого океана. Риф имеет треугольную форму и протяженность 9,0 морских миль (16 км) с востока на запад и 4,5 морских миль (8 км) с севера на юг, примерно на полпути между Гавайскими островами и Американским Самоа. Общая площадь — 76 км², из них суши 3 га. Статус — неинкорпорированная неорганизованная территория США (то есть, формально, не входит в состав США, но является их владением).
По данным переписи 2020 года — постоянного населения нет.

## География
Располагается в 1600 км к югу от Гавайских островов и в 67 км к северо-западу от ближайшей земли — атолла Пальмира. Это самый северный из островов Лайн.
Самая высокая точка возвышается над уровнем моря примерно на 1 метр. Некоторое время во время приливов остров полностью находится под водой.
Кингмен примечателен ещё тем, что на нём находится около 200 видов кораллов, а также огромное количество гигантских моллюсков — столько их нет ни на одном другом рифе. Вся сухопутная часть этого рифа покрыта ракушками этих моллюсков — благодаря которым он становится чуть выше.

## История
Назван в честь американского капитана У. Кингмена, впервые давшего описание рифа в 1853 году. С 1860 года риф, не относившийся ни к какому государству, принадлежал United States Guano Company, которая получила его под предлогом нахождения там залежей гуано, хотя их существование не подтверждено. Формально аннексирован США в 1922. В конце 1930-х лагуна рифа использовалась авиакомпанией Pan Am как промежуточная база для гидросамолётов на пути между Гавайями и Самоа. По указу президента США от 14 февраля 1941 года риф был превращён в военно-морскую базу.

## В кино
Увидеть Кингмен можно в документальном фильме Би-би-си «Тайны Тихого океана» (четвёртая серия).